# Maytenus dongfangensis
Maytenus dongfangensis là một loài thực vật có hoa trong họ Dây gối. Loài này được F.W.Xing & X.S. Qin mô tả khoa học đầu tiên năm 2008.